# Natugle
Natuglen (Strix aluco) er en mellemstor ugle med helt sorte øjne. Dens farve varierer fra grålig til rødbrun. Længden er typisk omkring 37-39 cm og vingefanget omtrent 94-104 cm.
Stemmen, som uglen bruger til at forsvare territoriet med, er den kendte sørgmodige tuden. Uglen bruger også en lyd, ki-vik, til at skabe kontakt mellem to mager eller ved sammenstød med naboer.
Natuglen har et fantastisk godt syn, som den bruger til at få øje på sit bytte om natten, da den er nataktiv. Byttet består hovedsageligt af mus, men også andre gnavere, muldvarpe, pindsvin, egern, lækatte, orme, insekter og småfugle. Den lever i ældre løvskove med delvis hule træer og træer med mindre hulrum, som uglen kan bebo og med lysninger, hvor fuglen kan jage.
Uglen bygger ikke en rede, men lægger sine æg direkte på underlaget i et forladt redehul eller en forladt rede – f.eks. efter skader eller krager. Fuglen yngler meget tidligt på året, af og til allerede i slutningen af februar. I gnaverår lægges store kuld, mens der i år med få gnavere kun lægges 2-4 æg, eller undertiden slet ingen.
Natuglen er den mest almindelige ugle i Danmark, udbredt over hele landet - dog sjælden i Vestjylland.